# Hollandersgatkreek
De Hollandersgatkreek is een kreek in het Meetjeslands krekengebied ten zuidwesten van het tot de Oost-Vlaamse gemeente Sint-Laureins behorende dorp Sint-Margriete.
De Hollandersgatkreek ligt in het verlengde van de Blokkreek en is daarvan gescheiden door een dam. De kreek is een restant van het Hollandersgat dat ontstond na de Allerheiligenvloed van 1570 en de daaropvolgende inundaties door de Geuzen.
De Hollandersgatkreek staat in verbinding met de Kruiskreek die op Nederlands grondgebied ligt en via een ingewikkeld krekenstelsel in verbinding staat met de Passageule.
Het gebied is Europees beschermd als onderdeel van Natura 2000-gebied 'Polders' (BE2500002).